# Interno argentino
Interno argentino è un romanzo di Alberto Ongaro, pubblicato nel 1991. Nello stesso anno il libro ha vinto il Premio Napoli, e nel 1992 è entrato nella finale del Premio Bergamo.

## Trama
Nico è un brillante giornalista veneziano. Ha vissuto e lavorato presso una prestigiosa casa editrice a Buenos Aires in passato, ma poi, tornato in Italia, ha affidato le sue proprietà argentine al notaio Espinoza, che a sua volta, ha affittato l'appartamento. Il primo inquilino era un pittore, il quale aveva dipinto un affresco di forte carattere erotico su una parete. In seguito, dopo la scomparsa del pittore, lo psichiatra Pedro Ibarra Medina era divenuto inquilino. Alla morte dello psichiatra, una lettera del notaio giunge a Nico, con la richiesta di istruzioni. Così Nico parte per l'Argentina, seguendo un impulso non ben chiaro, ma pressante.
Entrato nell'elegante appartamento, Nico è colpito da forti sensazioni riguardanti il suo passato. Aveva amato una giovane donna inglese, Sidney, e la casa era stata teatro dei loro amori appassionati fino alla famelicità. Poi, scoprendo che Sidney non gli interessava più, né gli era agevole parlarne con franchezza, aveva escogitato un pretesto per reimpatriare. Questo pretesto gli era subito pesato per la sua meschinità: Nico aveva accampato immaginarie persecuzioni politiche e anonimi avvertimenti al solo scopo di liberarsi della compagna; nel Paese c'era una dittatura spaventosa e le persone potevano scomparire da un momento all'altro. Ma era indegno di un vero uomo nascondersi dietro questo genere di falsità, soprattutto perché Sidney non smetteva di sacrificargli la vita intera: sposata e madre di tre bambini piccoli, correva i rischi più spericolati per godere con lui.
Ora Nico comprende che deve fare luce su quanto è avvenuto durante gli anni in cui è stato in Italia: sa che nel frattempo anche Sidney è morta. Lei aveva un animaletto di vetro chiamato Rover e Nico lo ritrova proprio lì, segno che Sidney ha continuato a frequentare la casa. Per un certo tempo i due si erano scritti e quindi in parte lui sapeva che l'amante non più amata si ancorava in tal modo al passato per non smarrire la ragione. Ma, a parte qualche altra lettera di comuni amici, Nico può solo immaginare gli eventi e seguire il tragitto di Sidney verso la morte. In una di queste lettere, Nico apprende che Sidney ha scoperto l'inganno con cui lui l'ha lasciata. La lettera di questo amico è piena di indignazione e contiene la richiesta che egli non si faccia più sentire.
Solo nella casa, Nico capisce di non potere spiegarsi con altri: gli amici di un tempo gli hanno voltato le spalle. Dopo che si era stancato di Sidney, era stato amante di varie altre giovani donne della colonia anglo-americana di Buenos Aires, quindi in Italia aveva confermato la sua vocazione all'amore libertino e scevro da ogni senso di responsabilità: se ciò era stato accettato da tante altre, per Sidney era stato invece un devastatore che l'aveva condotta a una fine precoce. Ma nella storia c'erano altri morti, il pittore e lo psichiatra. Entrambi avevano respirato l'atmosfera erotica che sembrava perdurare nell'appartamento. E il pittore doveva aver visto la donna, quando andava nella casa per togliere la polvere e quindi immergersi nel bagno e sognare che fosse tutto come un tempo.
Nico si chiede se gli affreschi erotici del pittore raffigurino Sidney: non è difficile per lui scoprire la parete che ha contenuto il dipinto, ancor più facile è scoprire le immagini, nascoste sotto una mano di vernice bianca dal dottor Ibarra Medina. Sidney, di cui si vede il corpo nudo, ma non il volto, è proprio là sulla parete della camera da letto. C'è anche lui, Nico, una figura che fugge, e non poteva che essere così, in quanto egli non ha mai conosciuto il pittore, ne ignora persino il nome e, arbitrariamente, ha deciso di chiamarlo Antonio Dorrego. Ma Dorrego scompare perché proprio nella via era stato assassinato un generale e le ritorsioni hanno colpito lui pure. Ma cosa ha a che fare lo psichiatra con la casa, con la donna? Nico se lo chiede e la risposta è piuttosto elementare.
Il medico era con ogni probabilità stato coinvolto da Martin Fletcher, il marito di Sidney, esasperato per il crollo della moglie, per le sue fughe diurne e notturne, per il distacco che lei non riusciva più a dissimulare. Su segnalazione di amici fidati, Martin aveva invitato lo psichiatra a conoscere la moglie in una serata mondana. Il responso di Ibarra Medina era che Sidney avesse davvero bisogno di una lunga e meticolosa terapia e, a tale scopo, il dottore aveva cercato di ottenere la fiducia di lei. Poi, un giorno, la donna era andata nel suo studio con l'obiettivo di chiedere dei sonniferi e il medico era riuscito a farle narrare tutta la sua storia. Forse per questa ragione, Ibarra Medina, che stava affrontando una separazione coniugale, aveva preso dimora nell'appartamento stregato di Nico. Aveva quindi coperto gli affreschi, pur considerandoli di bellezza e maestria notevoli.
Ma Sidney aveva approfittato dei barbiturici prescritti dal medico per togliersi la vita. L'ancor ignaro psichiatra aveva segnalato a Martin che la moglie non andava a fare le terapie fissate e Martin, preso da uno spavento subitaneo, l'aveva cercata dappertutto, per poi scoprirne il corpo inanimato in casa. Dopo questa tragedia, Nico aveva ricevuto dall'amico Hernan la lettera esplosiva, nella quale veniva respinto da tutti e accusato di aver causato la rovina di una famiglia così, come per capriccio. In seguito era morto anche lo psichiatra e Nico, finalmente illuminato, comprende che il prossimo a morire sarà lui. In Argentina non c'è più la dittatura, ma ci sono ancora squadroni della morte. Basta una telefonata anonima e Nico non esita a farla. Va infine alla casa di Sidney, come per un ultimo gesto di espiazione, e rimane ben in vista finché non è certo che Martin l'abbia visto dall'interno. Quindi si mette per strada. Una macchina che da qualche giorno sosta nei pressi della sua casa, è lì, lo ha seguito: ora devono solo accelerare.

## Personaggi
- Nico: giovane e brillante giornalista e scrittore italiano, vissuto per alcuni anni in Argentina, paese dove ha continuato a possedere un appartamento a Buenos Aires e altre due proprietà nell'interno.
- Notaio Espinoza, curatore degli affari argentini di Nico.
- Pedro Ibarra Medina, medico psichiatra che ha abitato nell'appartamento di Nico come affittuario ed è poi morto.
- Sidney Fletcher, giovane donna sposata a un americano con tre bambini piccoli; lei è di origini britanniche, ma considera l'Argentina come il suo Paese. Amante di Nico.
- Martin Fletcher, marito di Sidney, funzionario dell'ambasciata degli Stati Uniti a Buenos Aires.
- Antonio Dorrego, pittore, ha affittato l'appartamento di Nico per un breve periodo, precedente all'insediamento di Ibarra Medina.

## Edizioni
- Alberto Ongaro, Interno argentino, Rizzoli, Milano 1991
- Alberto Ongaro, Interno argentino, Piemme, Milano 2010